# Utazu

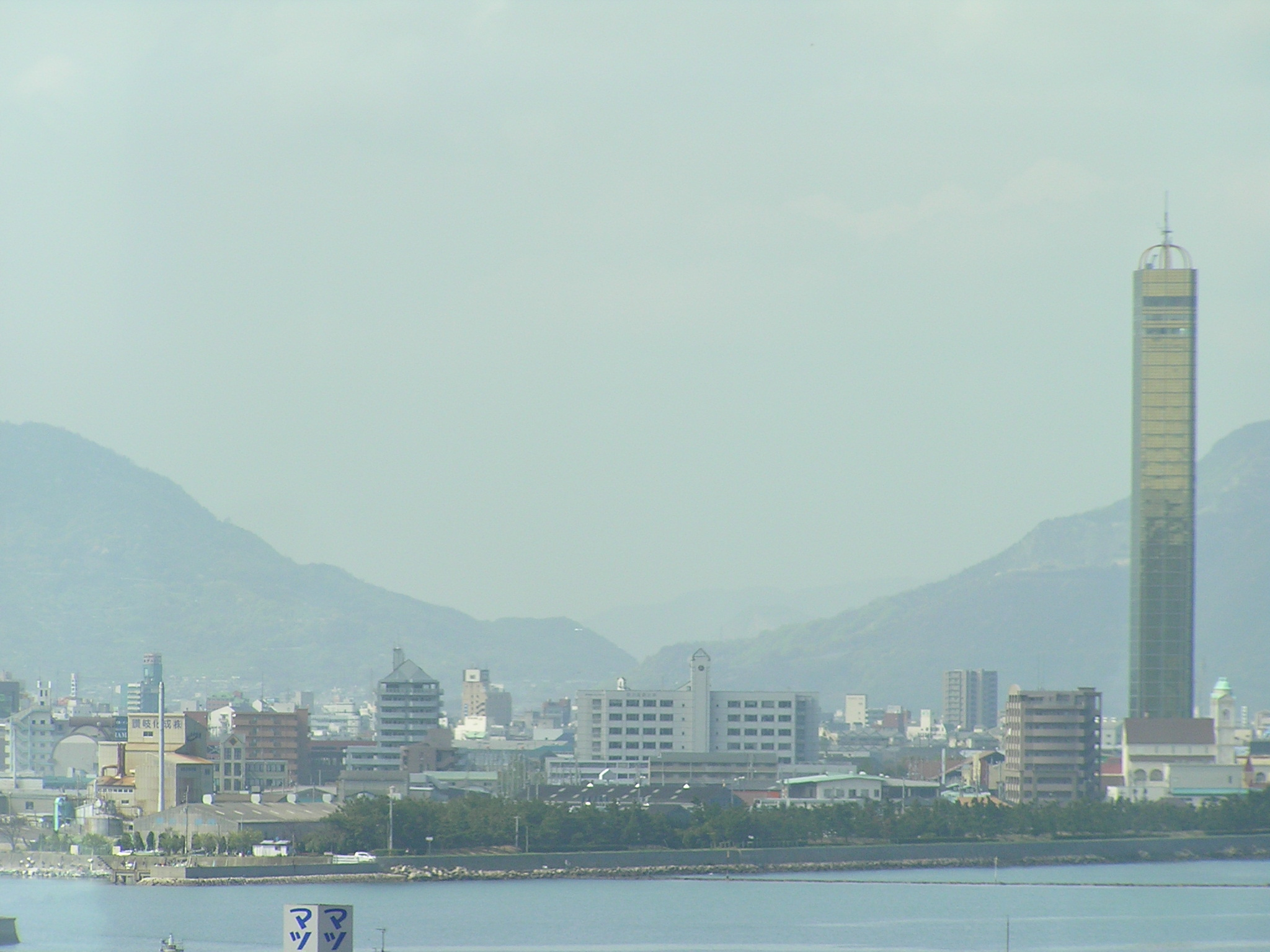
Utazu i la Gold Tower

Utazu (宇多津町, Utazu-chō) és una vila i municipi pertanyent al districte d'Ayauta de la prefectura de Kagawa, a la regió de Shikoku, Japó. Un símbol destacable de la vila és la Gold Tower, un gratacels voramar inaugurat el 1988.

## Geografia
La vila d'Utazu es troba localitzada a la part central de la prefectura de Kagawa, dins del districte d'Ayauta, formant part de l'anomenada regió de Sanuki Central o regió de Chūsan. Per la vila passa el riu Daisoku i el pic més important de la zona és el mont Aonoyama. El terme municipal d'Utazu limita amb els de Marugame a l'oest i Sakaide a l'est, mentres que al nord limita amb la mar interior de Seto.

## Història
Durant els temps antics, des del període Nara fins a la fi del període Tokugawa, la zona on actualment es troba la vila d'Utazu va pertànyer al desaparegut districte d'Utari de l'antiga província de Sanuki. Amb la restauració Meiji i sota la nova llei de municipis, el 15 de febrer de 1890 es funda el poble d'Utazu dins del districte d'Utari. L'any 1896, en dissoldre's el districte d'Utari, Utazu passa a formar part de l'actual districte d'Ayauta. El 21 de febrer de 1897 s'inaugura l'estació d'Utazu, l'única al municipi i propietat aleshores del ferrocarril de Sanuki. Finalment, l'11 de febrer de 1898, el poble d'Utazu esdevé vila, consideració legal que a dia d'avui encara manté.

## Administració

### Alcaldes
En aquesta taula només es reflecteixen els alcaldes democràtics, és a dir, des de l'any 1947.
| Alcalde            | Inici del mandat | Fi del mandat | Partit | Partit |
| Hyakunosuke Miki   | 1946             | 1948          |        | Ind    |
| Sanjirō Hirata     | 1948             | 1960          |        | Ind    |
| Sōji Motokawa      | 1960             | 1970          |        | Ind    |
| Jirō Hirata        | 1970             | 1993          |        | Ind    |
| Masafumi Yonezawa  | 1993             | 2002          |        | Ind    |
| Minoru Tanikawa    | 2002             | 2010          |        | Ind    |
| Toshihiro Tanikawa | 2010             |               |        | Ind    |

## Demografia
| 1920   | 1930   | 1940   | 1950   | 1960  | 1970  | 1980   |
| ------ | ------ | ------ | ------ | ----- | ----- | ------ |
| ND     | ND     | ND     | 8.986  | 8.503 | 9.569 | 11.341 |
| 1990   | 2000   | 2010   | 2020   | 2030  | 2040  | 2050   |
| 12.807 | 15.978 | 18.429 | 18.897 | -     | -     | -      |

## Transport

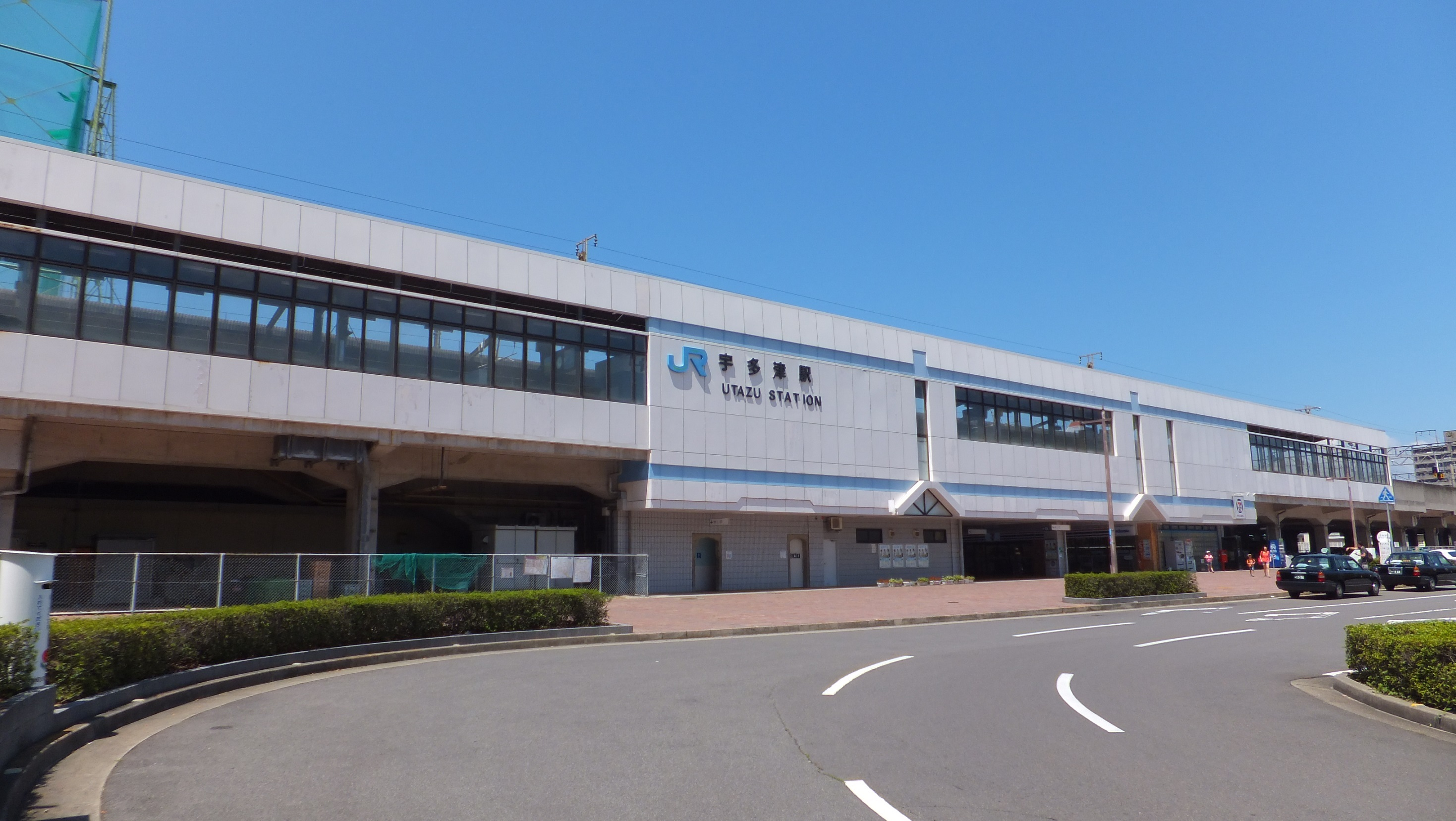
Estació d'Utazu

### Ferrocarril
- Companyia de Ferrocarrils de Shikoku (JR Shikoku)
  - Utazu

### Carretera
- Nacional 11 - Nacional 309
- Xarxa de carreteres prefecturals de Kagawa.